# Trendsetters – Jahrmarkt der Illusionen
Trendsetters – Jahrmarkt der Illusionen (Emerald City) ist ein australisches Filmdrama von Michael Jenkins aus dem Jahr 1988. In einer der Rollen ist Nicole Kidman zu sehen.
Das Drehbuch von David Williamson basiert auf einem von ihm geschriebenen Theaterstück.

## Handlung
Der Drehbuchautor Colin Rogers zieht von Melbourne nach Sydney um. Dort lernt er den Autor Mike McCord und seine Freundin Helen kennen.
Rogers und McCord versuchen, die US-amerikanischen Actionfilme nachzuahmen. Da die Filme floppen, besinnen sich die beiden auf die Traditionen der australischen Filmindustrie und werden erfolgreich.

## Kritiken
Der Film wurde auf www.filmdb.de als „eine gelungene Theaterverfilmung“ bezeichnet, die Filmmusik als „flott“.
Die Verfilmung des Theaterstücks wurde auf www.filmevona-z.de als „ironisch“ aber „oberflächlich“ bezeichnet.

## Auszeichnungen
Chris Haywood gewann 1989 den Australian Film Institute Award. Paul Murphy, John Hargreaves, Nicole Kidman und David Williamson wurden für den Australian Film Institute Award nominiert.